# Соколов Микола Васильович (генерал-майор)
Микола Васильович Соколов (рос. Николай Васильевич Соколов; 23 квітня 1899, Акшуат — 20 грудня 1980, Київ) — радянський військовий інженер, Герой Радянського Союзу, в роки німецько-радянської війни командир 3-ї понтонно-мостової бригади 1-го Українського фронту.

## Біографія
Народився 23 квітня 1899 року в селі Акшуат (нині Бариського району Ульяновської області Росії) в сім'ї робітника. Росіянин. Член КПРС з 1927 року. Освіта середня.
У 1919 році призваний до лав Червоної Армії. Брав участь в Громадянській війні. У 1922 році закінчив Самарські військово-інженерні курси, в 1932 році — курси удосконалення командного складу. У боях радянсько-німецької війни з січня 1943 року. Воював на 1-му Українському фронті.
Понтонно-мостова бригада полковника М. В. Соколова забезпечувала переправу військ Ленінградського фронту через Неву, будувала «дорогу життя» в районі Синявино, допомагала військам Першого Українського фронту форсувати Дніпро, Случ, Горинь, Дністер. 3—5 серпня 1944 року командир 3-ї понтонно-мостової бригади полковник М. В. Соколов при форсуванні Вісли в районі польського міста Коло керував поромною переправою танків. У короткий термін воїни бригади навели наплавний міст, по якому на плацдарм було переправлено пальне і боєприпаси. Коли противник зробив спробу захопити переправу, понтонери дві доби відбивали атаки, утримавши позиції до підходу стрілецьких підрозділів.
Указом Президії Верховної Ради СРСР від 23 вересня 1944 року за вміле керівництво діями понтонно-мостової бригади при наведенні переправи для танкової армії через Віслу і проявлені при цьому особиста мужність і героїзм полковнику Миколі Васильовичу Соколову присвоєно звання Героя Радянського Союзу з врученням ордена Леніна і медалі «Золота Зірка» (№ 1992).

Могила Миколи Соколова

З 1954 року генерал-майор інженерних військ М. В. Соколов — в запасі. Жив у Києві. Помер 20 грудня 1980 року. Похований у Києві на Лук'янівському військовому кладовищі.

## Нагороди
Нагороджений двома орденами Леніна, чотирма орденами Червоного Прапора, орденом Кутузова 2-го ступеня, двома орденами Червоної Зірки, медалями, іноземним орденом.